# Plebeia melanica
Plebeia melanica är en biart som beskrevs av Ayala 1999. Plebeia melanica ingår i släktet Plebeia och familjen långtungebin. Inga underarter finns listade i Catalogue of Life.